# Sylvester Stadler
Sylvester Stadler (Fohnsdorf, 30 dicembre 1910 – Augusta (Germania), 23 agosto 1995) è stato un generale austriaco naturalizzato tedesco delle Waffen-SS durante la seconda guerra mondiale.

## Biografia
Nacque a Fohnsdorf nel 1910. Dopo aver frequentato le scuole tecniche e aver lavorato come elettricista, si iscrisse nelle SS austriache all'età di 23 anni, e poco dopo si trasferì in Germania per iniziare l'addestramento militare, ottenendo in seguito il comando di un plotone del Reggimento Deutschland. Nel 1935, in seguito alle raccomandazioni del suo comandante, entrò nella SS-Junkerschule di Bad Tölz, dove uscì con il grado di SS-Untersturmführer.
Partecipò alla Campagna di Polonia nella divisione corazzata "Kempf" (una unità mista con SS ed elementi dell'esercito). Nel 1940 ottenne il comando di una compagnia del Reggimento Der Führer della divisione "Das Reich", ritornando al Reggimento Deutschland il 20 settembre 1941. Fu durante questo comando che rimase ferito in Russia e fece ritorno in Germania; durante il ricovero, partecipò, in qualità di insegnante, ai programmi di addestramento dei cadetti ufficiali SS nelle SS-Junkerschule di Bad Tölz e Braunschweig.
Ritornato al fronte nel marzo del 1942, come comandante del II. Battaglione del Reggimento "Der Führer", guidò i suoi uomini nella vittoriosa riconquista di Kharkov, e per la sua audacia venne decorato con la Croce di Cavaliere. Nel giugno 1943 Stadler ottenne il comando del Reggimento Der Führer, poco prima della battaglia di Kursk, e dei combattimenti sul fiume Mius; proprio per queste azioni ottenne, nell'estate del 1943, le Foglie di Quercia della Croce di Cavaliere.
A riprova dell'indubbia capacità militare, del suo carisma e della sua correttezza in combattimento, Stadler, non appena venne a conoscenza di uno dei più efferati massacri di civili durante la seconda guerra mondiale: l'uccisione di 640 civili francesi inermi a Oradour-sur-Glane da parte di truppe tedesche, ordinò l'immediato arresto e la corte marziale per i responsabili. 
Stadler si preparò quindi a subentrare nel nuovo comando, cosicché il 14 giugno 1944 lasciò il comando del Reggimento "Der Führer" a Otto Weidinger.
Il 3 luglio 1944 Stadler ottenne il comando della divisione "Hohenstaufen". Con questa unità partecipò alle successive operazioni in Normandia contro gli Alleati, venendo gravemente ferito. Dopo il necessario ricovero, fece ritorno al comando della divisione, come SS-Brigadeführer, ricevendo le Spade della Croce di Cavaliere il 6 maggio 1945, pochi giorni prima della resa delle forze tedesche. Stadler, con quel che rimaneva della sua divisione, si arrese agli Americani a Steyr (Austria) e rimase fino al 1948 in internamento americano.